# 6857 Castelli
6857 Castelli eller 1990 QQ är en asteroid i huvudbältet som upptäcktes 19 augusti 1990 av den amerikanske astronomen Eleanor F. Helin vid Palomar-observatoriet. Den är uppkallad efter den italienska matematikern Benedetto Castelli.
Asteroiden har en diameter på ungefär 8 kilometer.